# Никитин, Виктор Андреевич
 Виктор Андреевич Никитин (род. 1 февраля 1959) — советский и российский актёр театра. Народный артист РФ (2007). 

## Биография
Виктор Андреевич Никитин родился 1 февраля 1959 года в Москве
В 1980 году окончил ГИТИС. Работал актёром в Центральном академическом театре российской Армии, Московском театре-студии п/р О. Табакова. В труппе Московского драматического Театра на Перовской — с 1987 года, с момента основания театра, является одним из основателей этого театра.

## Роли в театре
Василий Игнатьевич — "Земля Эльзы" Я. Пулинович
Пьетро — «Тени» Е. Шварца
Степан Николаевич — «Железнодорожный роман» А. Крыма
Леонид Андреевич Гаев — «Вишневый сад» А. Чехова
Он — «Отражения» Б. Дубака
Антон Антонович Сквозник-Дмухановский — «Ревизор» Н. Гоголя
Евгений Арбенин — «Маскарад» М. Лермонтова
Прокофий Пазухин — «Семья» М. Салтыкова-Щедрина
Серж Дюбуа — «Осторожно — женщины!» А. Курейчика
Густав — «Чудо Святого Антония» М. Метерлинка
Стародум — «Недоросль» Д. Фонвизина
Фома Опискин — «Село Степанчиково и его обитатели» Ф. Достоевского
«Тарас Бульба» Н. Гоголя
Оргон — «Тартюф» Ж.-Б. Мольера
Путша — «Святополк» В. Романова
Осип Скорик — «Сватанье на Гончаровке» Г. Квитка-Основьяненко
Женя Лопатенков — «Красная глинка» Ю. Андрийчука
Ричард — «Все в саду» Э. Олби
Подколесин — «Женитьба» Н. Гоголя
Гаврилов — «Ночной пришелец, или Свадьба с незнакомцем» Ю. Мамлеева
Князь Георгий — «Димитрий Самозванец» А. Сумарокова
Александр — «Александр» Ю. Рогозина
Аркашка Счастливцев — «Лес» А. Островского
Ходок — «Две стрелы» А. Володина
Святополк — «Святополк Окаянный» В. Романова
Дядька Тарас — «Мина Мазайло» М. Кулиша
Разоренный — «На бойком месте» А. Островского
Войша — «Панихида» Б. Дубака
Хоббит — «Хоббит» В. Мирского
Подхалюзин — «Свои люди — сочтемся» А. Островского
Пьер — «Кот в сапогах» Ш. Перро
Максим — «Сказка о мертвой царевне» Н. Коляды
Баба Яга — «Два клёна» Е .Шварца
Хома Брут — «Панночка» Н. Садур
Иван-царевич — «Царевна-лягушка» Г. Соколовой
Шорти — «Здесь живут люди» А. Фугарда
Жан — «Фрекен Жюли» А. Стриндберга

## Награды и звания
- Народный артист Российской Федерации (2007)[2].
- Заслуженный артист Российской Федерации (1 декабря 1994) — за заслуги в области искусства